# Maja Anić
Maja Anić (ur. 25 grudnia 1988 w Osijeku) – chorwacka wioślarka.

## Osiągnięcia
- Mistrzostwa Świata Juniorów – Brandenburg 2005 – czwórka podwójna – 12. miejsce[1].
- Mistrzostwa Świata Juniorów – Amsterdam 2006 – dwójka podwójna – 10. miejsce[1].
- Mistrzostwa Świata – Poznań 2009 – dwójka bez sternika – 10. miejsce[1].
- Mistrzostwa Europy – Brześć 2009 – dwójka bez sternika – 3. miejsce[1].
- Mistrzostwa Europy – Montemor-o-Velho 2010 – dwójka bez sternika – 3. miejsce[1].